# Tamás Kenderesi
Tamás Kenderesi (* 13. prosince 1996 Bonyhád) je maďarský závodní plavec, který se specializuje na motýlka. Je bronzovým medailistou z olympijských her v Riu z roku 2016, má stříbro z mistrovství Evropy v roce 2018 a bronz z evropského šampionátu 2016. Zlato má z olympijských her mládeže z roku 2014. Všech úspěchů dosáhl na dvousetmetrové motýlkářské trati.

## Život
Narodil se v Bonyhádu, ale jeho rodina pochází z Aparhantu v župě Tolna. Jeho matka je učitelka, jeho otec nástrojař a podnikatel. Kenderesi je nejstarší dítě se třemi mladšími bratry. Začal plavat v Pécsi pod trenérem Imre Tariou. Jeho současným klubem je Pecsi Sport Nonprofit. Kenderesi studuje na Pecské univerzitě se specializací na koučování. Po skončení plavecké kariéry chce být plaveckým trenérem a být tak úspěšný jako v plavání.

## Kariéra
V roce 2014 získal zlatou medaili na 200 metrů motýlka na Mistrovství Evropy juniorů v plavání v Dordrechtu. Později v roce 2014 závodil na letních olympijských hrách mládeže v čínském Nankingu. V motýlkářském závodě na 100 metrů se umístil na 7. místě a vyhrál závod na 200 metrů.
Kenderesi kvůli nemoci vynechal mistrovství světa v plavání roku 2015 a musel vynechat i tři měsíce tréninku. Později téhož roku závodil na mistrovství Evropy v krátkém bazénu, které se konalo v izraelské Netanji, kde skončil na 35. místě na 100 metrů motýlka a na 9. místě na 200 metrů.
Na Letních olympijských hrách 2016 v Riu de Janeiru se kvalifikoval na prvním místě do semifinále na 200 m motýlka s časem 1: 53,96. Nakonec vybojoval bronzovou medaili časem 1: 53,62.
V roce 2017 se Kenderesi kvalifikoval na 17. mistrovství světa FINA v Budapešti, kde se umístil na 4. místě v závodě na 200 metrů motýlka. V prosinci 2017 získal bronzovou medaili na mistrovství Evropy v krátkém bazénu v dánské Kodani. 

## Obvinění ze sexuálního obtěžování
Kenderesi se stal široce známým kvůli incidentu, který zahrnoval i jeho obvinění ze sexuálního zneužití. V závěru mistrovství světa v plavání roku 2019 mu bylo nakrátko zakázáno opustit Jižní Koreu poté, co byl obviněn ze spáchání násilného mravnostního deliktu. Nakonec byl propuštěn, ale obdržel písemné varování od Plaveckého svazu a na šest měsíců ztratil výhody reprezentanta.

## Ocenění
- Záslužný kříž Maďarska – Zlatý kříž (2016)